# Waldenburg (Basilea)
Waldenburg és un municipi del cantó de Basilea-Camp (Suïssa), cap del districte de Waldenburg.

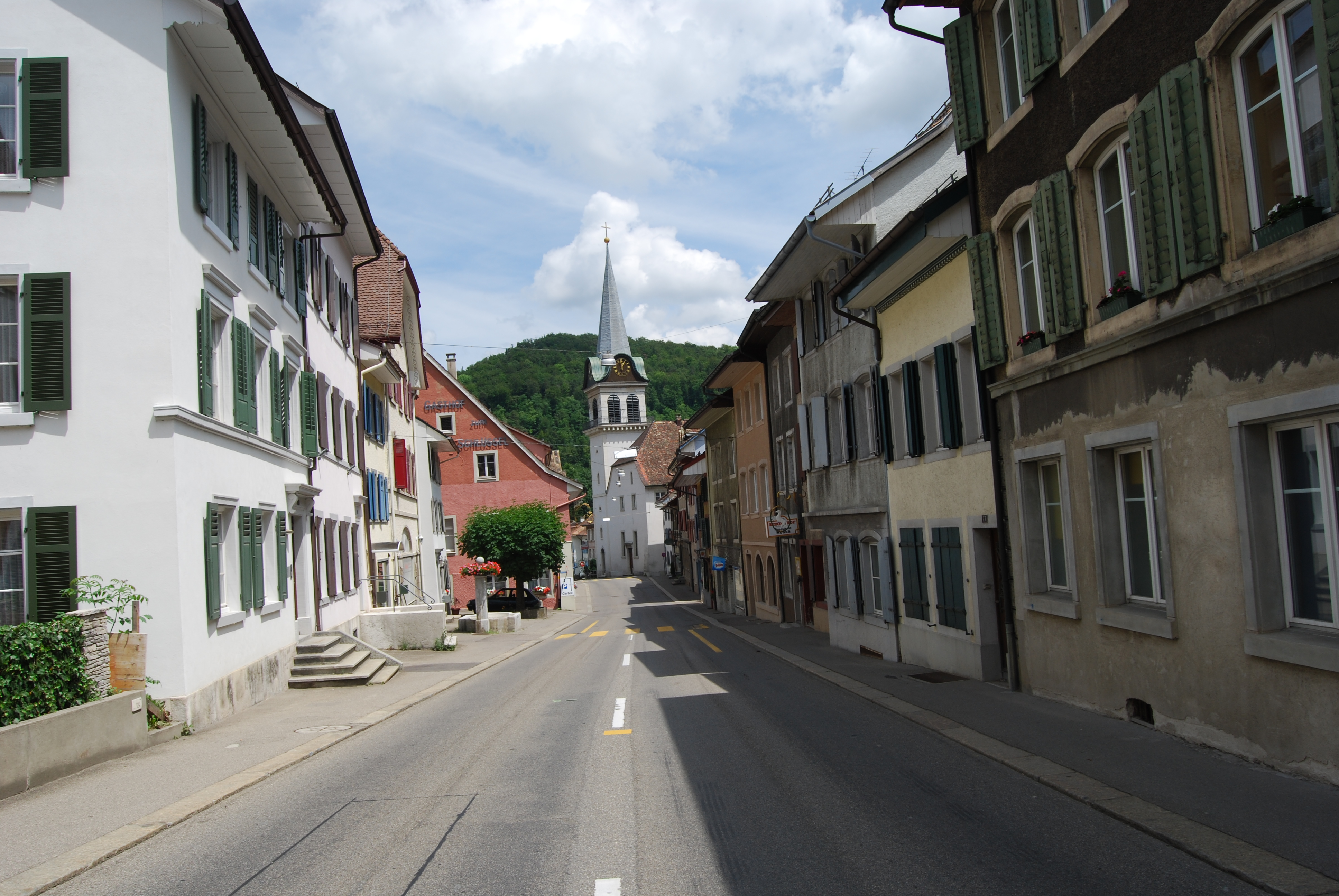
Waldenburg